# Jana Slaninová
Jana Slaninová (* 16. Juli 1990) ist eine tschechische Leichtathletin, die sich auf den Sprint spezialisiert hat.

## Sportliche Laufbahn
Erste internationale Erfahrungen sammelte Jana Slaninová im Jahr 2009, als sie bei den Junioreneuropameisterschaften in Novi Sad im 200-Meter-Lauf mit 25,29 s im Halbfinale ausschied. Im Jahr darauf startete sie mit der tschechischen 4-mal-400-Meter-Staffel bei den Europameisterschaften in Barcelona und verpasste dort mit 3:31,91 min den Finaleinzug. 2011 schied sie bei den U23-Europameisterschaften in Ostrava mit 24,61 s im Vorlauf aus und belegte mit der 4-mal-100-Meter-Staffel in 45,31 s den siebten Platz. 2013 schied sie bei den Weltmeisterschaften in Moskau mit 3:30,48 min in der Vorrunde mit der 4-mal-400-Meter-Staffel aus und bei den Europameisterschaften in Berlin verpasste sie mit der 4-mal-100-Meter-Staffel mit 44,12 s den Finaleinzug. Bei den IAAF World Relays 2019 in Yokohama schied sie mit der 4-mal-100-Meter-Staffel mit 44,67 s in der Vorrunde aus und auch bei den World Athletics Relays 2021 im polnischen Chorzów verpasste sie mit 45,48 s den Finaleinzug.
In den Jahren 2016 und 2019 wurde Slaninová tschechische Hallenmeisterin im 200-Meter-Lauf.

## Persönliche Bestleistungen
- 100 Meter: 11,68 s (+0,5 m/s), 8. August 2020 in Pilsen
  - 60 Meter (Halle): 7,46 s, 16. Februar 2016 in Ostrava
- 200 Meter: 23,66 s (−0,1 m/s), 11. Juni 2017 in Třinec
  - 200 Meter (Halle): 23,81 s, 17. Februar 2019 in Ostrava
- 400 Meter: 53,74 s, 24. Juli 2013 in Tábor
  - 400 Meter (Halle): 54,62 s, 6. Februar 2016 in Ostrava